# アレクサンドル・ラフェイキン

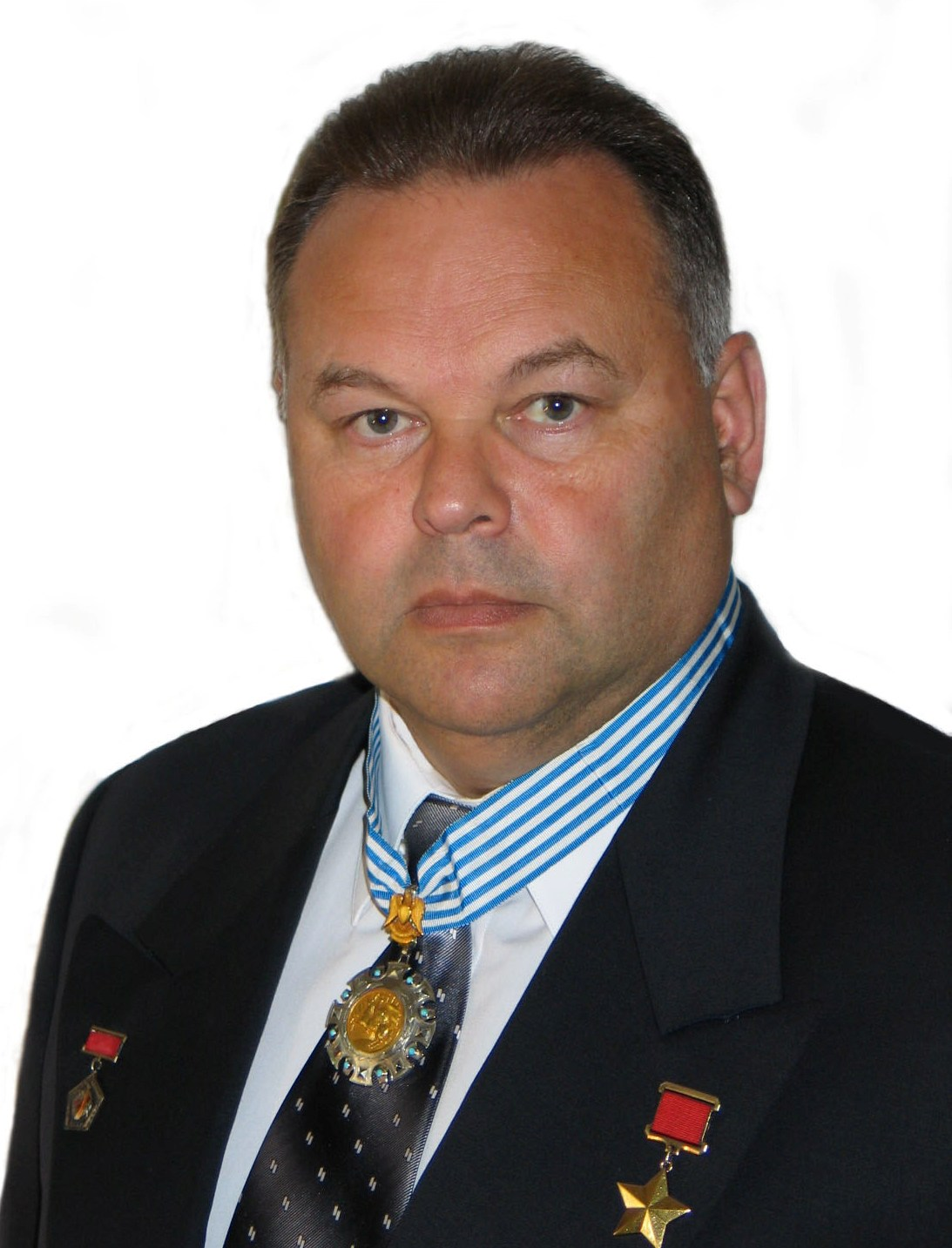

アレクサンドル・イワノヴィチ・ラフェイキン（Aleksandr Ivanovich Laveykin、1951年4月21日-）は、ソビエト連邦の宇宙飛行士である。
モスクワで生まれ、1978年12月1日に宇宙飛行士に選出された。ソユーズTM-2で宇宙に行き、174日3時間25分滞在した。既婚で子供が1人いる。1994年3月28日に宇宙飛行士を引退した。